# Smardzewice

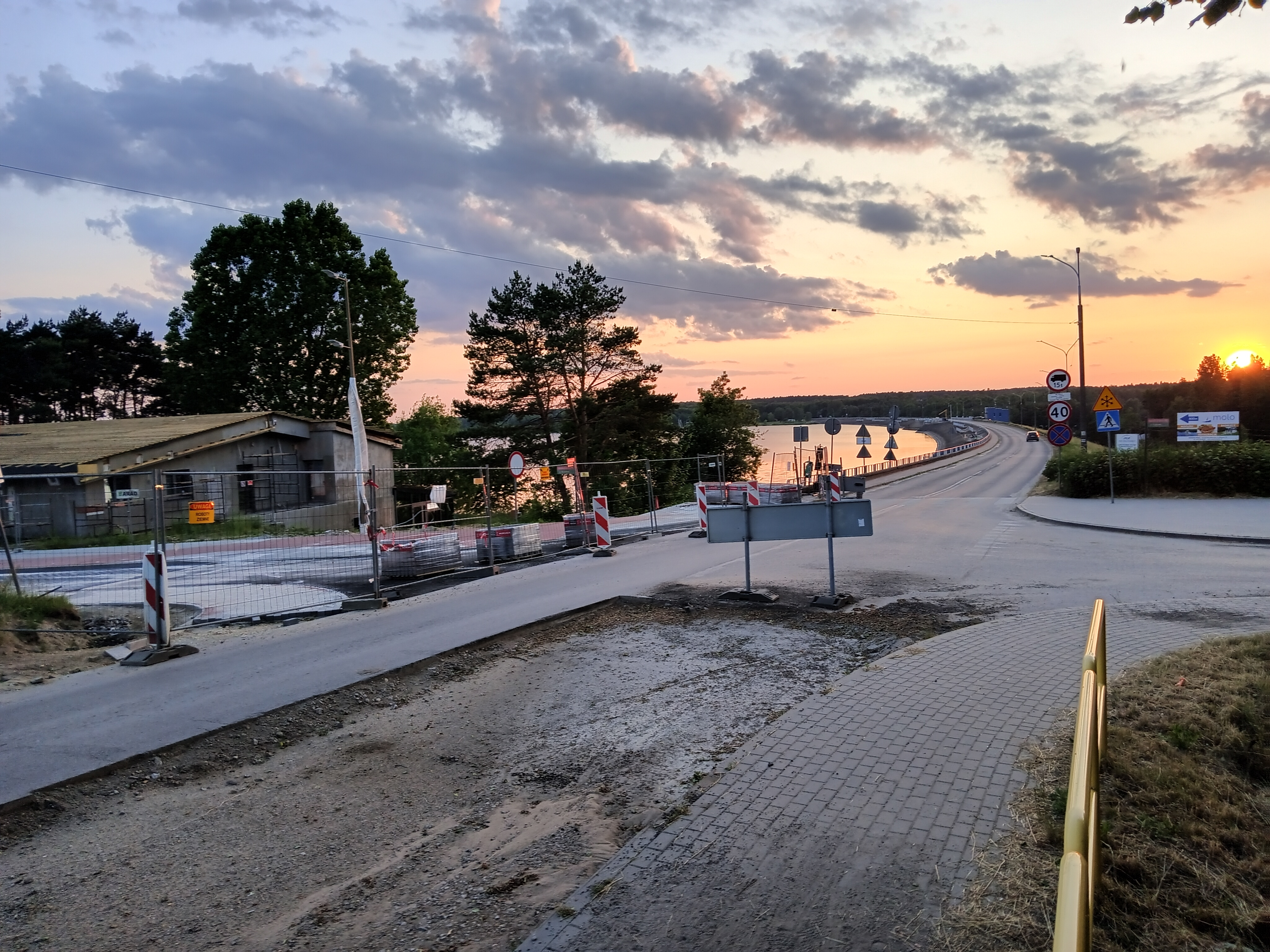
Skrzyżowanie ulic Wodnej, Klonowej, Łąkowej w Smardzewicach podczas odbudowy (czerwiec 2023 roku), w tle zapora na Zalewie Sulejowskim

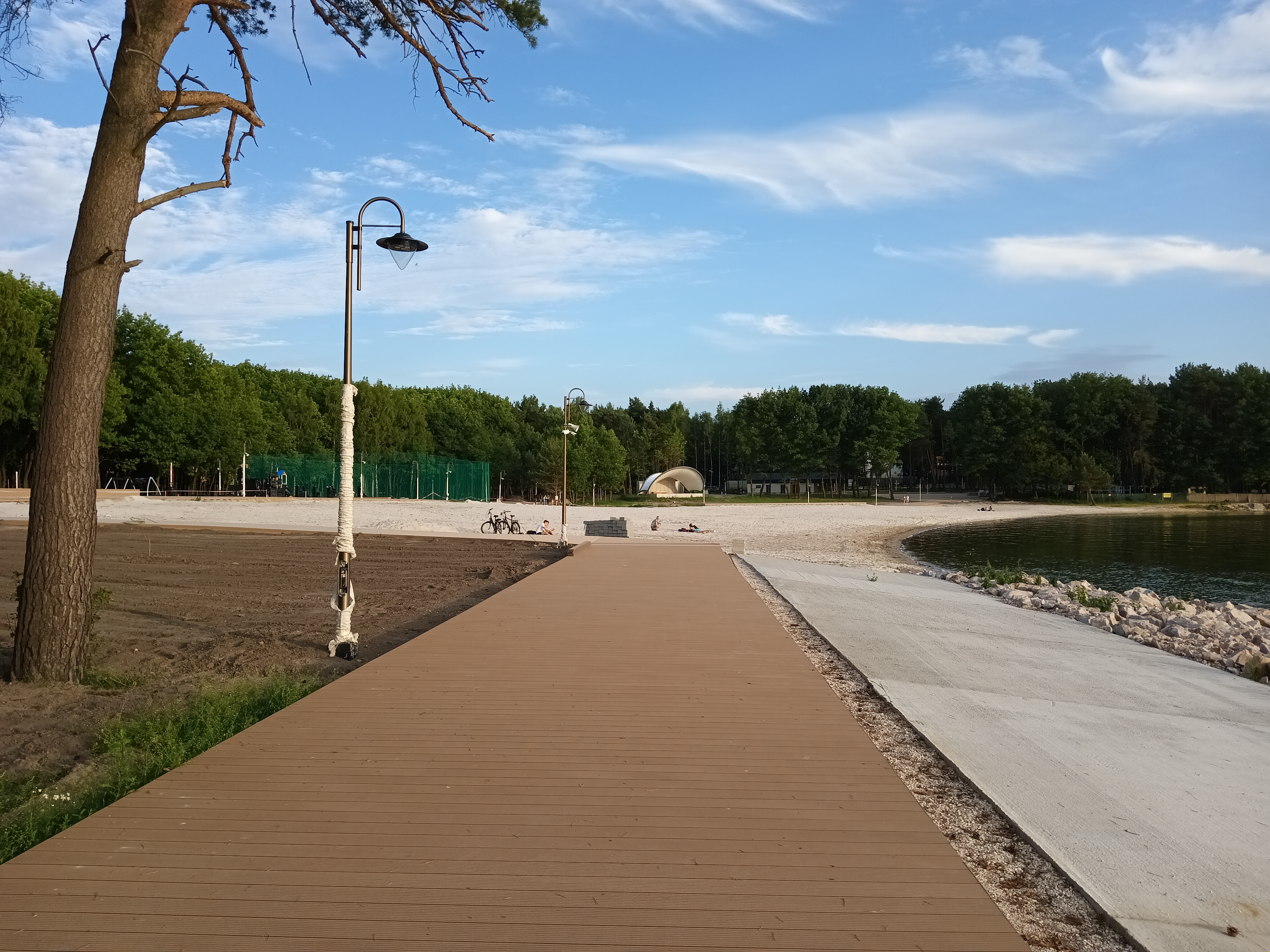
Wschodnie nabrzeże Zalewu Sulejowskiego, wzdłuż ulicy Klonowej (w trakcie odbudowy, czerwiec 2023 roku)

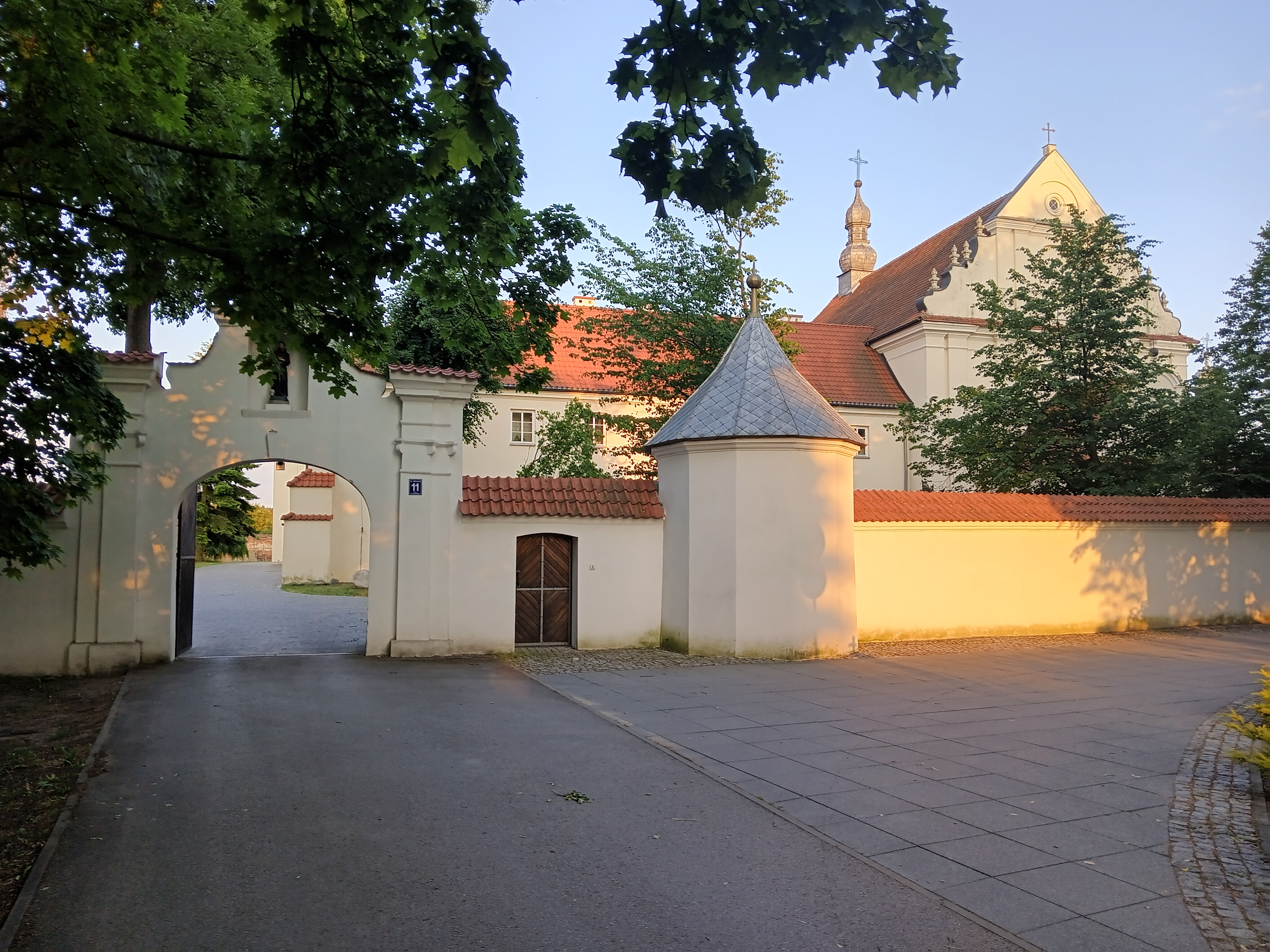
Brama klasztoru franciszkanów

Smardzewice – wieś w Polsce położona w województwie łódzkim, w powiecie tomaszowskim, w gminie Tomaszów Mazowiecki. 7 km od centrum Tomaszowa Mazowieckiego. We wsi znajduje się największe nad Zalewem Sulejowskim nabrzeże rekreacyjno-turystyczne, przez wiele lat istnienia akwenu służące jako miejsce wypoczynku dla pracowników dużych zakładów przemysłowych Łodzi i Tomaszowa Mazowieckiego.

## Toponimia
Nazwa miejscowości pochodzi od smardza, w średniowieczu bardzo popularnego w okolicznych lasach grzyba jadalnego, dziś niezwykle rzadkiego i pod ochroną. Początkowo wieś nazywano Smarzewiec, później Smarzewice, pod koniec XVIII utrwaliła się obecna nazwa. Mieszkaniec wsi to smardzewianin, mieszkanka to smardzewianka, mieszkańcy zaś to smardzewianie.

## Położenie
Wieś położona jest nad rzeką Pilicą. Przy południowo-zachodniej granicy wsi znajduje się zapora wodna na utworzonym na przełomie lat 60. i 70 XX wieku, Zalewie Sulejowskim. Od zachodu, przez rzekę Pilicę Smardzewice graniczą z wsią Swolszewice Małe do których droga prowadzi przez zaporę. W latach 1975–1998 Smardzewice administracyjnie należały do województwa piotrkowskiego, zaś przed 1975 rokiem do województwa kieleckiego.
W latach 1915–1918 nieopodal wsi przebiegała granica pomiędzy Austro–Węgrami a Cesarstwem Niemieckiem. Jeszcze 5 listopada 1918 roku by uczestniczyć w odsłonięciu pomnika Tadeusza Kościuszki na głównym placu Tomaszowa, konna banderia ze Smardzewic musiała wystąpić o zbiorowe przepustki uprawniające do wjazdu na teren zaboru pruskiego, by dojechać do oddalonego o 7 km miejskiego placu.

## Historia

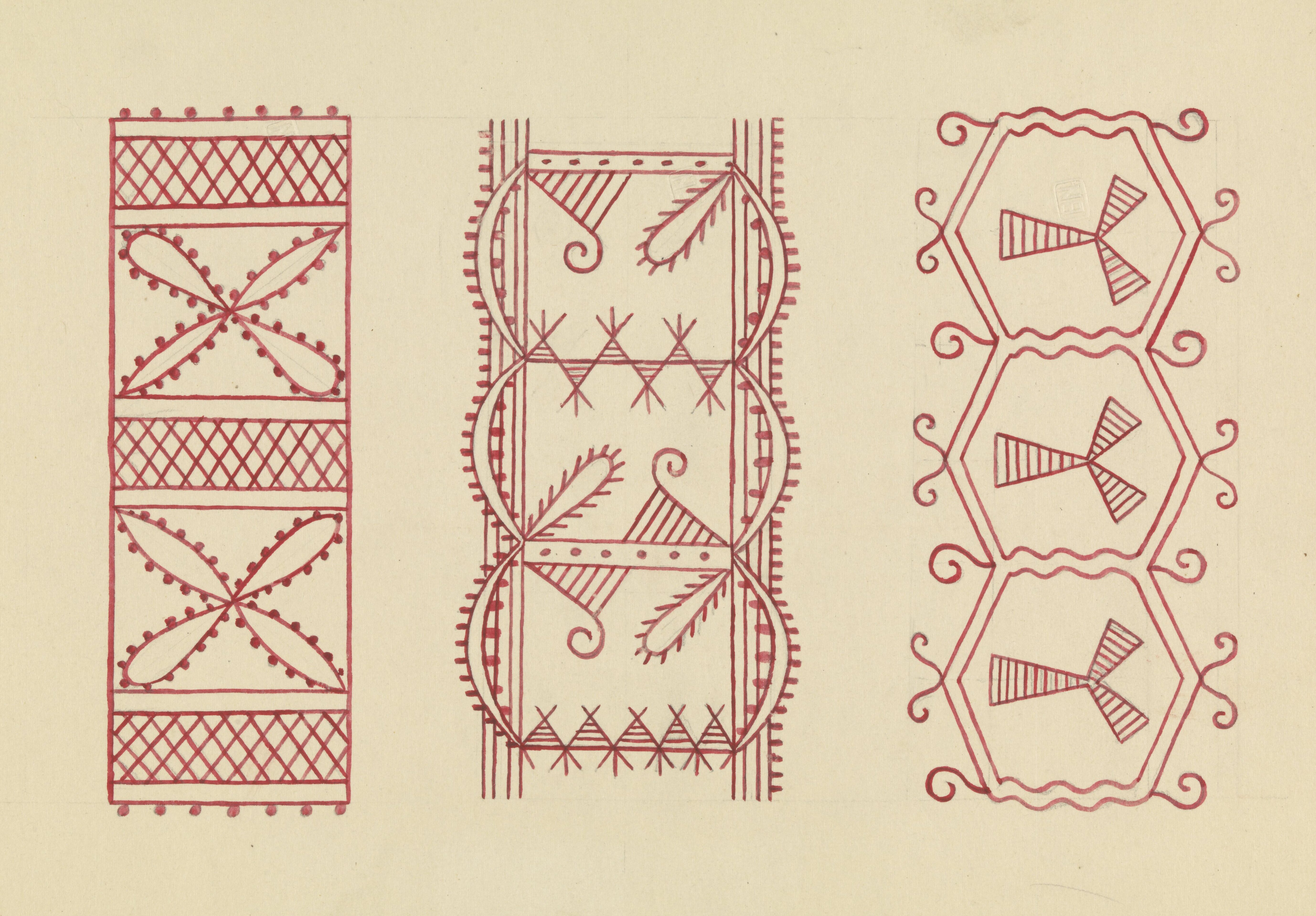
Wyszycia na bieliźnie, Smardzewice, 1896

W zachodniej części wsi obok Białej Góry w 1930 roku znaleziono kilka urn oraz szereg innych artefaktów: umbo, ostrze włóczni, fibule, sprzączki, klucze i nożyczki. Badania wykazały, że północno-zachodnie obszary dzisiejszej wsi były zajmowane przez plemiona gockie w okresie halsztackim.
W 1399 roku, w księdze ziemskiej piotrkowskiej oznaczonej nr I, na karcie 21, został w gronie świadków wymieniony Marcin ze Smardzewic. Zapis wspomniany tylko w jednym źródle historycznym i trudny do zweryfikowania, gdyż wszystkie księgi ziemskie piotrkowskie spłonęły w Warszawie podczas II wojny światowej.
Za datę założenia wsi uznaje się 1412 rok, z którego pochodzi pierwsza udokumentowana i weryfikowalna do dziś wzmianka o Smardzewicach. W dokumencie dotyczącym rozgraniczenia dóbr kapituły włocławskiej od dóbr szlacheckich Trzebiatów i Błogie, będących w posiadaniu cześnika sieradzkiego Dobiesława z Błogiego i Michała z Radoni – w gronie kilku wsi biskupich występują Smardzewice (Smargowicze). Południowo-wschodnią, prawobrzeżną granicę dóbr biskupich wyznaczył i dokument sporządził skarbnik powiatu opoczyńskiego Jaszko Radwański z pomocą woźnego sądowego tegoż powiatu, Łobody. Oblatowano [wpisano w akta] go 21 maja 1412 w obecności dostojnych panów: sędziego Piotra z Widawy, podkomorzego Jakuba, podsędka sieradzkiego Świętosława, podsędka łęczyckiego Prandoty, Chebdy z Niewiesia, Stanisława z Drużbic oraz innych licznie zgromadzonych wiarygodnych.
W 1509 roku w Smardzewicach wzniesiono dwór biskupi, w którym mieści się kaplica. Kapelanem jej został mianowany, po śmierci dotychczasowego kapelana Świętosława, sekretarz kancelarii królewskiej Jan z Wolborza.
Według legendy i zapisów kościelnych w 1620 roku jednemu z mieszkańców Smardzewic – Wojciechowi Głowie – objawiła się święta Anna. W lipcu 2020 roku wieś uroczyście obchodziła 400. rocznicę legendarnego wydarzenia, a ogólnopolskie media katolickie relacjonowały uroczystości związane z rocznicą.

### Początki szkolnictwa
Początki oświaty we wsi sięgają ostatniej dekady XIX wieku. Urodzony we wsi Franciszek Dziubałtowski wspominał, że jego brat Seweryn (ur. 1883), późniejszy profesor botanik,  pierwsze nauki pobierał przy klasztorze, gdzie działał nauczyciel o nazwisku Rycerz. Działalność oświatową we wsi prowadził następnie, na początku XX wieku, Józef Ostrowski (ur. 1866, zm. 1939), późniejszy poseł do rosyjskiej Dumy Państwowej. We wsi, we własnym domu założył on tajną szkołę, w której nauczano w języku polskim. Po kilku latach, władze rosyjskie zakazały działalności oświatowej w domu Ostrowskiego. Następnie ponownie uczono dzieci po polsku przy klasztorze franciszkanów. Szkoła ta zakończyła działalność w 1914 roku. Po przesunięciu frontu I wojny światowej, Smardzewice administrowane były przez okupacyjne władze austro-węgierskie. Z zaboru austriackiego przybyła do wsi nauczycielka Jadwiga Kazanecka, która w 1915 roku rozpoczęła uczyć miejscowe dzieci. Działalność Kazaneckiej uznaje się za początek istnienia szkoły w Smardzewicach. Szkoła powstała za zgodą władz austriackich, jednak jej status prawny był nadal nieokreślony. W 1917 roku dzięki staraniom byłego już posła do Dumy Rosyjskiej Józefa Ostrowskiego formalnie utworzono w Smardzewicach szkołę ludową. Od samego początku edukację dzieci wspierali mieszkańcy Smardzewic, którzy udostępniali swoje domy w celu prowadzenia w nich zajęć lekcyjnych.
W 1929 roku w Smardzewicach odbyły się ogólnopolskie dożynki z udziałem prezydenta RP Ignacego Mościckiego. W tym czasie również oddano do użytku willę Juliusza Ostrowskiego, służącą m.in. jako schronisko dla młodzieży (obecnie hotel i restauracja przy ul. Zacisze 24).
W 1974 uruchomiono elektrownię wodną „Smardzewice” na zaporze czołowej Zalewu Sulejowskiego.

## Przemysł
W Smardzewiciach od 1922 roku działają Tomaszowskie Kopalnie Surowców Mineralnych „Biała Góra” wydobywające piasek kwarcowy, obecnie kopalnie są własnością niemieckiej firmy „Quarzwerke” (w 2019 roku sprzedaż ostatnich udziałów należących do Skarbu Państwa), i należą do największych w Europie. W latach PRL przy kopalni powstało osiedle mieszkaniowe złożone z bloków z wielkiej płyty.

## Transport
Przez wieś odbywa się ruch tranzytowy zarówno do najbliższego miasta – Tomaszowa Mazowieckiego, jak również Opoczna, Sulejowa, oraz wsi: Sławno i Karolinów które w ostatnich latach są coraz bardziej popularne wśród dawnych mieszkańców pobliskich miast jako miejsca budowy całorocznych domów jednorodzinnych. Transport zbiorowy we wsi obsługiwany jest przez MZK Tomaszów Mazowiecki (linie: 2, 40), PKS Opoczno oraz prywatne busy. Dzięki kopalniom „Biała Góra” od 1927 roku wieś posiada połączenie kolejowe ze stacją Jeleń. W 2023 roku Smardzewice połączono z Tomaszowem Mazowieckim ścieżką rowerową.

## Turystyka
W Smardzewicach znajduje się największe nad Zalewem Sulejowskim nabrzeże rekreacyjno–turystyczne, w 2023 roku przeprowadzono jego rewitalizację. W okolicy Smardzewic od 1934 roku istnieje Ośrodek Hodowli Żubrów którym zarządza Kampinoski Park Narodowy. Wśród katolików w Polsce znane jest również sanktuarium św. Anny oraz legendarne miejsce jej objawienia (ulica Wesoła, koło „sadzawki” – niedaleko kaplicy, przy ul. Wesołej 31). We wsi istnieje wybudowany w czasach PRL duży ośrodek konferencyjno–wczasowy „Molo”, hotel po przedwojennym schronisku młodzieżowym – dworek „Biały domek”, rozwinięta jest również agroturystyka. Przez wieś przebiega  pieszy Szlak Rekreacyjny Rzeki Pilicy oraz  Łódzka magistrala rowerowa (ukł, W-E). Pod koniec 2020 roku na zachodnich obrzeżach wsi, nad rzeką Pilicą wybudowano przystań kajakową z altanami, ławkami, stolikami, miejscem na ognisko i grille.

## Stajnia policji konnej

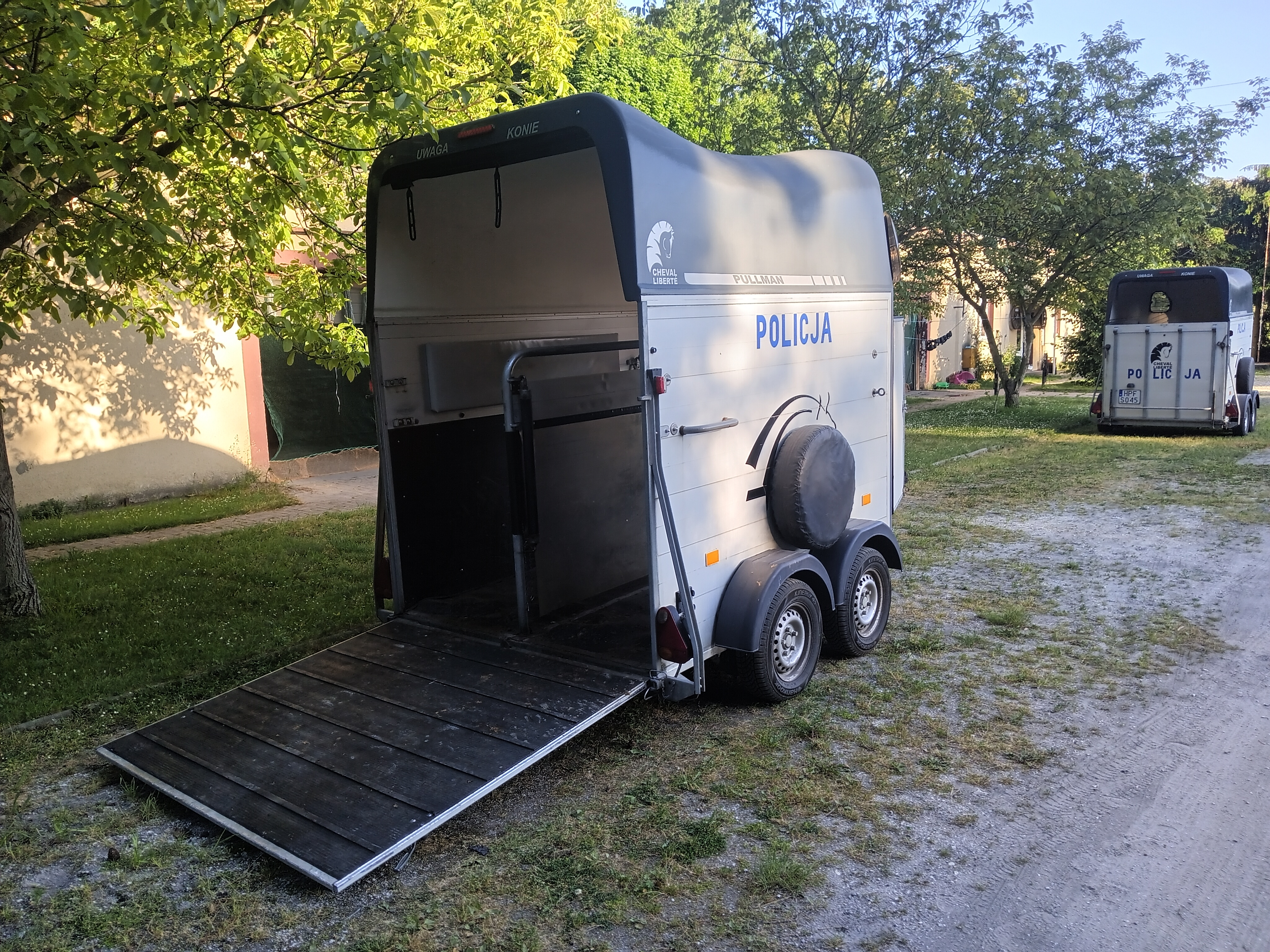
Stajnia tomaszowskiej policji konnej (Smardzewice, ul. Łąkowa 1)

Na terenie wsi przy ulicy Łąkowej 1, przy zaporze wodnej na Zalewie Sulejowskim znajduje się stajnia koni policyjnych Komendy Powiatowej Policji w Tomaszowie Mazowieckim. Tomaszowski Zespół Konny Ogniwa Ochronnego Wydziału Prewencji jest jednym z siedmiu w Polsce.

## Kultura
Od 1912 roku działa orkiestra dęta, której istnienie doprowadziło do powołania niedługo potem ochotniczej straży pożarnej. Od 1964 roku działa zespół ludowy „Smardzewianie”.
We wsi istnieje również Gminna Biblioteka Publiczna której podlegają cztery filie, we wsiach: Komorów, Twarda, Zawada, Wiaderno. W 2022 roku otworzono w Smardzewicach świetlicę.
Smardzewice są miejscem akcji wydanej w 1977 roku w Londynie powieści „Płonąca wieś” Ludwika Stańczykowskiego. Fabuła oparta na autentycznych wydarzeniach opowiada o odwecie wojsk carskich, które w 1905 roku spaliły wieś mszcząc się za zamordowanie lokalnego pisarza, który okazał się być szpiegiem ochrany.
W 2012 roku mieszkańcy i władze gminy uczciły 600–lecie Smardzewic plenerowym przedstawieniem teatralnym odnoszącym się do kluczowych wydarzeń z historii wsi. Spektakl odbywał się trzech miejscach – w okolicach bijącego do dziś źródełka (upamiętnienie objawienia); – pod kościołem św. Anny (Wielka Sobota 1905 roku – antycarskie wzmożenie); – w ogrodach smardzewickich (wizyta prezydenta Ignacego Mościckiego we wsi w 1929 roku).

## Zabytki
Według rejestru zabytków Narodowego Instytutu Dziedzictwa na listę zabytków wpisane są obiekty:
- zespół klasztorny franciszkanów, nr rej.: 343 z 21.06.1967:
  - kościół pw. św. Anny, 1683-99, nr rej.: 461 z 28.02.1957;
  - klasztor, obecnie plebania, 1 poł. XVIII wieku;
  - dzwonnica, z 1722 roku;
  - kaplica, XVIII/XIX wieku;
  - ogrodzenie klasztoru z dwiema basztami, XVIII wieku;
- krzyż modrzewiowy z 1620 roku (zabytek uległ spaleniu w 2004 roku, ocalałe elementy wkomponowane są w replikę);
- replika XVII-wiecznej studni z bijącym źródłem.

## Religia
Wieś jest siedzibą rzymskokatolickiej parafii świętej Anny.
Na terenie wsi znajduje się sanktuarium św. Anny, pod wezwaniem Najświętszej Maryi Panny, parafia (oficjalnie od 26 lipca 1975) oraz klasztor Zakonu Braci Mniejszych Konwentualnych (franciszkanów) i ich nowicjat.